# CBC Film Sales Corporation
Pour les articles homonymes, voir CBC.
Cohn-Brandt-Cohn (CBC) Film Sales Corporation (également connue sous le nom de CBC Film Sales ou simplement CBC) est une société de production américaine de cinéma fondée en 1918 par Carl Laemmle, en réaction à la mainmise, alors quasi totale, de la production cinématographique par le trust « Motion Picture Patents Company ». 
En 1924, la société a fusionné avec d'autres compagnies pour former Columbia Pictures.

## Principaux réalisateurs
- Edward LeSaint
- Dallas M. Fitzgerald
- John McDermott
- David Kirkland
- Howard M. Mitchell